# Mecyclothorax oculatus
Mecyclothorax oculatus är en skalbaggsart som beskrevs av Sharp 1903. Mecyclothorax oculatus ingår i släktet Mecyclothorax och familjen jordlöpare. Inga underarter finns listade i Catalogue of Life.